# Celadont de Longquan
Celadont de Longquan (龍泉青磁) es refereix a un tipus d'esmalt ceràmic elaborat a la República Popular de la Xina, i alhora a la peça esmaltada amb el mateix, produïda en els forns de Longquan (龍泉) a la prefectura de Lishui en el sud-oest de la província de Zhejiang. Juntament amb els de altres prefectures el total de forns descoberts sumen més de dos-cents, per la qual cosa l'àrea de producció de celadont de Longquan és un dels majors centres històrics de la ceràmica en tota la Xina.

La tècnica de cocció tradicional de la ceràmica de color verd clar celadont de Longquan» va ser inclosa l'any 2009 per la Unesco a la Llista Representativa del Patrimoni Cultural Immaterial de la Humanitat.
| « | La ciutat de Longquan, situada en la província costanera de Zhejian, és tornada a anomenar per la seva ceràmica de color verd clar i la tècnica de cocció tradicional que confereix a aquesta el seu vernís vítric característic. Aquest vernís vítric, que consta d'argila daurada violàcia i d'una mescla de feldespat calcinat, calcària, quars i cendres vegetals, es prepara amb procediments que acostumen a transmetre's de generació en generació per mestres artesans o de pares a fills. El vernís vítric s'aplica a recipients de ceràmica de gres cuits i després es recou d'acord amb un cicle de sis operacions de cocció i refredat en els que la precisió de les temperatures és primordial, ja que qualsevol insuficiència o excès a la cocció impedeix obtenir l'efecte desitjat. Els artistes experts en l'art de la ceràmica de color verd clar controlen minuciosament cada etapa de la seva fabricació utilitzant un termòmetre i observant el color de la flama, que pot assolir temperatures de fins a 1.310º C. El producte final és de dues classes: el de color verd clar "germà més gran" d'acabat fosc i amb un efecte d'esquerdament; i el "germà més petit" d'acabat gruix i color gris lavanda i verda pruna. El color jade subjacent a la ceràmica de color verd clar fabricada per empreses familiars de Longquan fa que els objectes realitzats amb aquesta tècnica siguin apreciats com a obres artístiques de qualitat excepcional que poden servir també per a usos domèstics. La ceràmica de color verd clar és un símbol del patrimoni cultural dels artesans de Longquan i un motiu d'orgull per a aquests, la seva ciutat i tota la nació. (UNESCO/BPI). | » |

## Història
La llarga història de la producció de celadont a Longquan i llocs relacionats, va començar en el període de les Cinc Dinasties (五代 907-960) i en la dinastia Dinastia Song del Nord (北宋 960-1127) va ser quan la seva producció realment va començar a gran escala. Durant les Cinc dinasties, la mercaderia va mostrar una varietat de formes i acabats amb la característica de l'esmalt «Yuezhou» (岳州). En l'època Song del Nord es va produir en Dayao (大窑) per si sola, mercaderies en vint i tres forns. La major producció de ceràmica va ocórrer sota els períodes de les dinasties Song del Sud 南宋 (1127-1279), Yuan (元 1279-1368) i Ming (明 1368-1644).
La ceràmica del tipus celadont de Longquan és una part important de l'economia d'exportació de la Xina des de fa més de cinc-cents anys. A partir del segle xx, estudiosos i afeccionats nacionals i estrangers han visitat els llocs de cocció. Entre els primers investigadors moderns xinesos que van realitzar recerques sistemàtiques es troba Chen Wanli el 1927 i el 1934, segons explica, el celadont a Dayao va aconseguir la perfecció del jade amb el treball dels germans ceramistas Zhang Shengyi i Zhang Schenger.

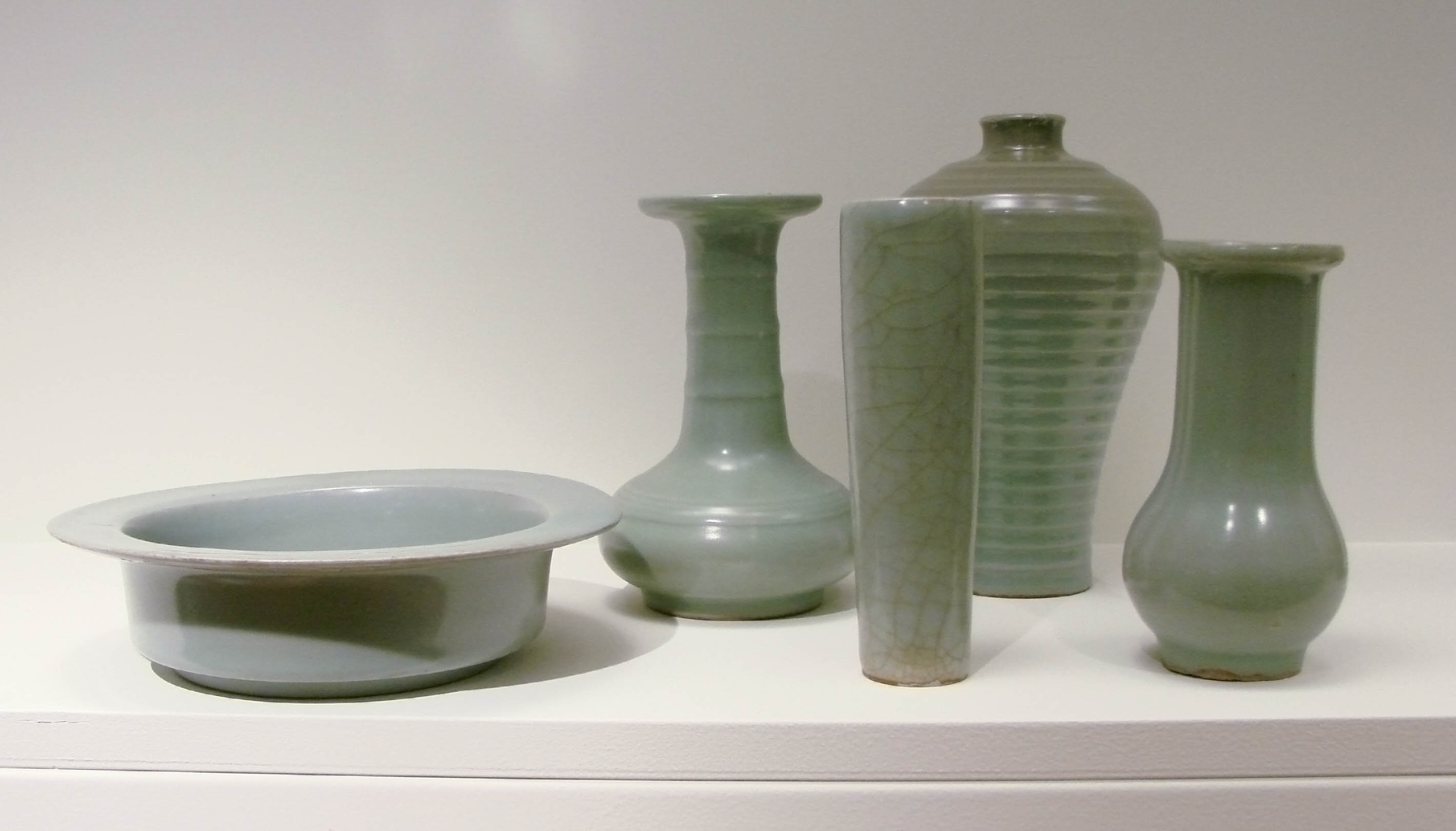
Celadont de Longquan, mercaderia de Zhejiang,.

Al període de la dinastia Song del Sud es va començar a mostrar una major varietat de formes i colors a l'esmalt. Els col·leccionistes han atresorat magnífics exemples amb un esmalt blau que s'ha denominat «kinutaseiji» (砧青瓷). Els col·leccionistes xinesos que han gaudit d'una major varietat de mercaderies de Longquan les han descrit com «meizi ching» o «pruna verda». Després d'aquest període de Song del Sud, la ceràmica celadont de Longquan va experimentar una expansió de la seva producció amb una disminució de la qualitat, però les seves obres han seguit sent imitades a Jungdezhen i al Japó.
El descobriment d'un vaixell enfonsat a les costes de Corea el 1976 ha contribuït al reconeixement acadèmic del celadont de Longquan. Es va constatar que el celadont de Song del Sud amb un fi acabat havia estat fabricat fins ben entrat el període mongol de Yuan. Un altre excel·lent exemple de derelicte amb porcellanes de la dinastia Song ho constitueix el Nanhai I, que serà peça central al Museu de la Ruta de la Seda Marítima.